# Volkerts Fabrikker
55°28′59.08″N 9°28′32.78″Ø / 55.4830778°N 9.4757722°Ø
Volkerts Fabrikker har tidligere været fabrik og har fået tilnavnet af Brdr. Volkerts Uldspinderi og Klædefabrik.

## Brdr. Volkerts Uldspinderi og Klædefabrik
I 1877 købte brødrene Johan og Ditlev Volkert, det nedslidte uldspineri på Rendebanen.
Pga. pladsmangel flyttede fabrikken i 1899 ud til den dengang afsidesliggende mark ved Agtrupvej. Her var der plads til udvidelser.
Efter den ene grundlægger Johan Volkert's død i 1903 overtog sønnen Heinrich Volkert (1879-1943). Gustav Volkert, sønnen til den anden grundlægger Ditlev Volkert, overtog forretningen i 1911. Men allerede i 1918 døde Gustav, hvorefter Heinrich Volkert blev eneindehaver.
Her kan nævnes at Ove Hansen var ansat som driftledere i årene 1919 - 1923, han er senere været direktør for De forenede jydske Farverier og Trikotagefabrikker og formand i en årrække Textilfabrikantforeningen og har siddet i flere tunge bestyrelsesposter.
Fabrikken tjente penge på uldtæpper under 1. verdenskrig. Dette stod også på under 2. Verdenskrig, da man kun brugte det indenlandske materiale uld.
Heinrich Volkert døde i 1943 og fabrikken kørte videre af tredje generation, med sønnen Erik Volkert

## Efter 2. verdenskrig
Samme år som Heinrich Volkert døde (1943) udvidede fabrikken betydeligt, med derefter begyndet fabrikken at få en betydelig konkurrence. Således måtte man gå fra 400 ansatte i 1951 til 70 i 1953.
Ove Grau og Gunnar Petersen overtog fabrikken efter Erik Volkert. De nye ejer fik held til at eksportere uldtæpper i nogle år. Hvorefter Gerda og Valdemar Thorning Petersen i 1964 købte fabrikken, hvorefter klædevæveriet og tæppevæveriet nedlagdes.
Fabrikken koncentrerede sig om udelukkende at været et spinderi. Vagn Larsen blev direktør. Pga. svære tider for tekstilbranchen blev det besluttet at sælge bygningerne. De næste 3 år, lejede fabrikken nogle lokaler.
Men i 1991 lukkede fabrikken endeligt.

## Efter fabrikken lukkede
Bygningerne blev nu udlejet, hvor bl.a. lejede Teknisk Skoles Kunsthåndværkerskole sig ind i bygningerne i 1968 og
I 1992 lejede Teknisk Skoles Grafiske linje sig også ind i bygningerne. I aug 1998 flyttede Kunsthåndværkerskolen (i dag kaldet Designskolen) til nye faciliteter i Aagade.
Fabrikkens store hal, er efterfølgende blevet brugt til bl.a. koncerter, heriblandt spillede Kim Larsen i august 2002 og Dodo & The Dodos i april 2005. I dag holder Kolding Klatreklub til i Hallen.
I dag er Volkerts Fabrikker på 14.500 etagemeter.
Bygningerne ejes i Volkerts Fabrikker af Ejendomsselskabet Dageløkke Ejendomme i Ålborg, som står for udlejningen af de gamle bygninger. Flere Kolding kendte virksomheder lejer sig ind i bygningerne, f.eks. TV-Kolding, Radio Skala, Fitness One, Kolding Klatreklub, Webstarters, Adtention m.fl.